# Calathus mexicanus
Calathus mexicanus är en skalbaggsart som beskrevs av Maximilien de Chaudoir. Calathus mexicanus ingår i släktet Calathus och familjen jordlöpare. Inga underarter finns listade i Catalogue of Life.